# Crazy Harry
Crazy Harry is een Muppet-personage, gespeeld door Jerry Nelson.
Hij is te herkennen aan slordig haar, een ongekamde baard, een kakelend lachje en grote ogen. In het orkest dat de Muppet Show begeleidt speelt hij triangel. Hij is echter bekender als pyrotechnisch expert van de show. Wanneer een van de Muppets woorden als "dynamiet", "explosief" of "bom" gebruikt komt Crazy Harry soms opdraven om voor het bijbehorende effect te zorgen. Dit kan voor vreemde situaties leiden, zoals tijdens het "Chanson d'Amour" uit aflevering 28, waar Crazy Harry tijdens dit romantische lied voor allerlei explosies zorgt.
Vóór de Muppet Show werd Crazy Harry ook wel gespeeld door respectievelijk John Lovelady en Richard Hunt. Destijds heette het personage nog Crazy Donald, naar poppenmaker Don Sahlin, die zijn collega's nogal eens opzettelijk schrik aanjaagde door dingen op te blazen op de werkvloer.
De Nederlandse stem van Crazy Harry wordt gedaan door Paul Disbergen in de film Muppets Haunted Mansion, voorheen was dit Just Meijer in de films The Muppets en Muppets Most Wanted. 